# Opera Mail
Opera Mail (стара назва M2) — безкоштовний клієнт електронної пошти і новинний клієнт, вбудований в браузер Opera. Його інтерфейс трохи відрізняється від інших поштових клієнтів для забезпечення кращої інтеграції з Opera. У ньому є фільтр спама (автоматичний та навчаємий — «Bayesian»), підтримка протоколів POP3, IMAP, SMTP і ESMTP, новинних груп, новинних стрічок RSS, Atom і NNTP.
Вбудований сервер вхідної пошти має індексовану базу даних для легкого пошуку та фільтрації пошти, програма дозволяє додати кілька облікових записів пошти. При цьому програма не дозволяє імпортувати дані з інших клієнтів електронної пошти.
В Opera Mail використовується одна база даних, яка зберігає зміст всіх листів і сортує їх автоматично за кількома параметрами, наприклад, за типом: просто листи і листи з вкладеними файлами. Це забезпечує швидкий доступ до листів. Зміст листа можна побачити нижче списку вхідних і в окремому вікні. Також, фільтр «Bayesian» використовується для автоматичного сортування повідомлень за різними параметрами. Всі повідомлення, розташовані в базі даних, доступні по пункту меню Прочитати пошту/Received view. В Opera Mail є функція мінімізації трафіку, яка надає користувачеві доступ тільки до перших рядках листа, а не до всього листа, тим самим скорочуючи трафік.
Також одним з головних нововведень з виходом браузера Opera 9.64 є попередній перегляд стрічок новин. З його допомогою генерується сторінка, що містить поточну інформацію в розсилці, і користувач може ознайомитися або підписатися на розсилку, використовуючи спеціальну кнопку. Одним з мінусів поштового клієнта з моменту появи було відсутність можливості використовувати форматування при написанні листа. Цей недолік виправлений в Opera 10.
В Opera Mail також є менеджер контактів і простий IRC-клієнт, що дозволяє користувачу підключитися до декількох серверів одночасно. Можливо приватне спілкування і передача файлів між користувачами. У чатах можливо змінювати зовнішній вигляд, відредагувавши CSS файл (приклади).
Opera 12 (рушій Presto) — остання версія браузера, в яку був вбудований поштовий клієнт. Після цього Opera Mail було винесено до окремого додатку.
Opera Mail знаходиться на завершальній стадії життєвого циклу продукту: більше не надається ні технічна підтримка, ні оновлення продуктів або безпеки. Продукт більше недоступний для завантаження, розробником пропонується користуватись вбудованим в браузер Opera поштовим клієнтом.